# Synanthedon caternaulti
Synanthedon caternaulti is een vlinder uit de familie wespvlinders (Sesiidae), onderfamilie Sesiinae.
Synanthedon caternaulti is voor het eerst wetenschappelijk beschreven door Strand in 1925. De soort komt voor in het Neotropisch gebied.